# Priopus mirabilis
Priopus mirabilis is een keversoort uit de familie kniptorren (Elateridae). De wetenschappelijke naam van de soort is voor het eerst geldig gepubliceerd in 1923 door Fleutiaux.